# Faliméh

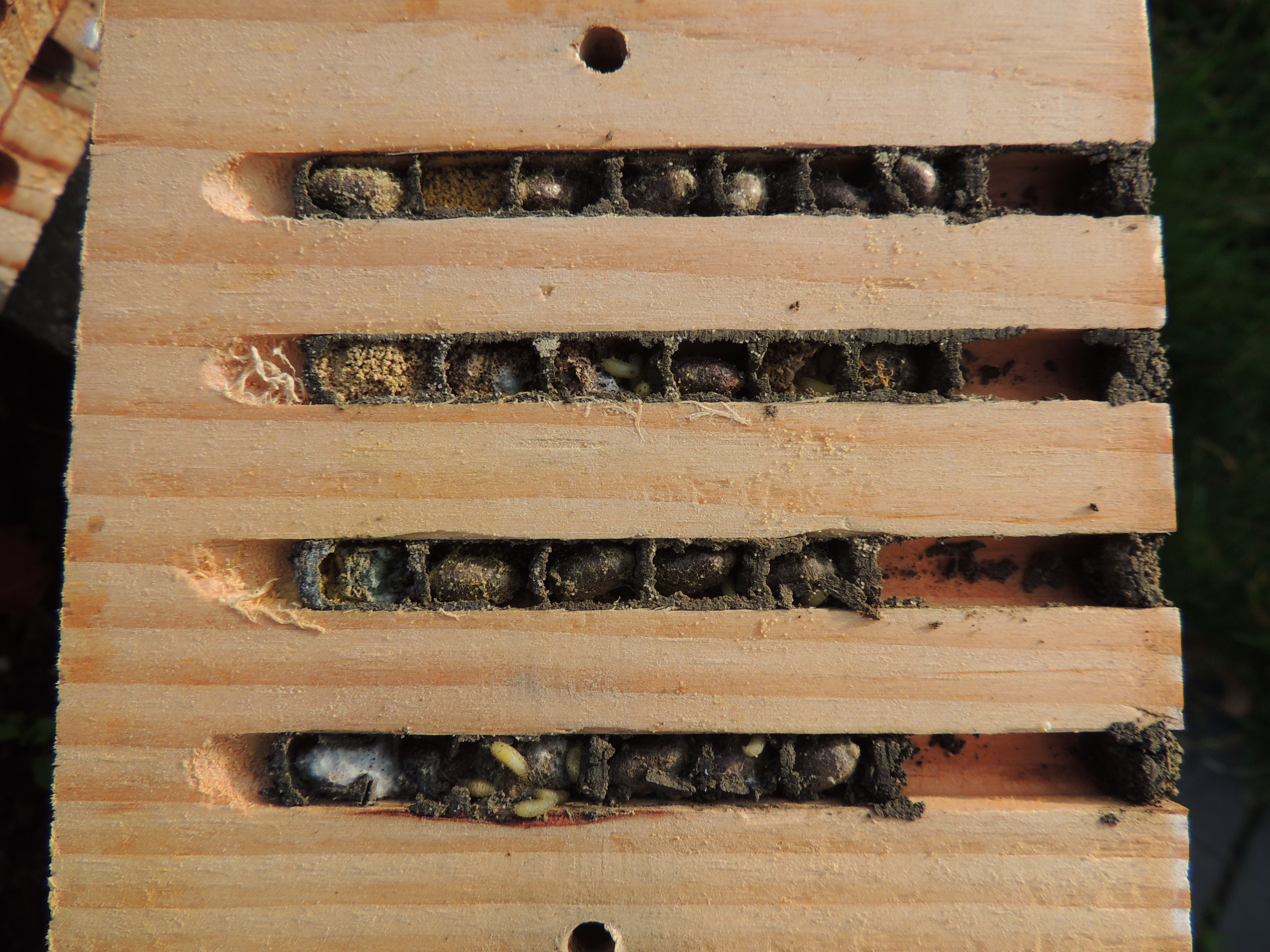
Kékfejü faliméh (Osmia bicornis) bölcsői fa furatában. A csövet lezáró sárréteg mögött üres kamra van, amitől a paraziták nehezebben férnek hozzá a lárvákhoz.

A faliméh (Osmia) a rovarok közé sorolt hártyásszárnyúak (Hymenoptera) rendjében a fullánkosdarázs-alkatúak (Apocrita) alrendjébe tartozó művészméhek (Megachilidae) között a művészméh-formák (Megachilinae) alcsalád  faliméh-rokonúak (Osmiini) nemzetségének egyik neme.

## Származása, elterjedése
Kozmopolita taxon: képviselői az Antarktisz kivételével minden földrészen megtalálhatók. A közel négyszáz leírt fajt három alnembe osztják. Néhány faj alnembe sorolatlan; mások rendszertani helyzete bizonytalannak tűnik.
A Magyarországon több mint negyven fajuk honos, illetve fordul elő alkalmilag (Vásárhelyi). Közülük a legismertebbek:
- fehérhasú faliméh (Osmia adunca)
- kék faliméh (Osmia aenea)
- atracél-faliméh (Osmia atrocoerulea)
- csigalakó faliméh (Osmia arulenta)
- kétszínű faliméh (Osmia bicolor)
- kétfogú faliméh (Osmia bidentata)
- szarvas faliméh (Osmia cornuta)
- vöröshasú faliméh (Osmia fulviventris)
- feketehasú faliméh (Osmia melanogastra)
- kékfejű faliméh (Osmia bicornis, szinonima: Osmia rufa)

## Megjelenése, felépítése
Testük a házi méh dolgozókénál kisebb és zömökebbek. Sűrűbb szőrzetük miatt gyakran kis poszméheknek vélik őket. Testük fekete vagy zöldes-kékes, akár fémesen csillogó is lehet. Az olykor színes szőrzet nem takarja teljesen a test színét, de így meghatározza megjelenésüket. A hímek homlokán feltűnően fehér a szőrzet. Fullánkja rövidebb, mint a házi méheké és fogacska is kevesebb van rajta. Nem tud mélyen az ember bőrébe hatolni, ezért a sarokba szorított faliméh csípése a házi méhénél kevésbé fájdalmas.
Az Osmia fajokat általában csak a szakemberek képesek megkülönböztetni egymástól. Leggyakrabban a szarvas faliméh (Osmia cornuta) kerül szem elé, amelynek nősténye két kis szarvacskát visel az arcán. De ez sem kizárólagos faji jellemzőjük: többek között az ugyancsak gyakori kékfejű faliméh (Osmia bicornis) nőstényeinek is két kis szarvuk van, ahogy a latin nevük is utal rá. (A kékfejű faliméhet, az angol neve után, szokták vörös faliméhnek is nevezni magyarul. Ez, és  a tudományos név szinonim változatai, azt a téves benyomást kelthetik, hogy két különböző fajról van szó.)

## Életmódja, élőhelye
Magányosan él, tehát a társas rovaroktól eltérően nincs királynője és nincsenek dolgozói; minden nőstény termékeny. A hím párzás után magára hagyja a nőstényt, és az egyedül készíti el utódaik bölcsőjét különféle üregekben úgy, hogy az egyes bölcsőket, majd a végén az egész üreget sárral, esetleg növényi anyagokkal lefalazza. Az üreg lehet fakéreg vagy kő alatt, csiga üres házában, nádszálban, a fában fejlődő rovarok (főleg cincérek) üres járataiban, kb. 7 mm átmérőjű üreges növényi szárakban, és szívesen elfogadják a rovarszállókban nekik kínált, kifúrt fadarabokat is. A bölcsőbe virágpor és nektár keverékét hordja be úgy, hogy a kétféle anyagot gyakran más-más növényről gyűjti. Amikor ezek mennyisége már elegendő egy utód számára, akkor elhelyez a bölcsőben egy petét. Ha az üreg mérete ezt megengedi, a következő bölcsőt is ott kezdi el; egymás mögött akár ötnél is több bölcső lehet.
Általános szabály, hogy a belső, korábban kialakított bölcsőkbe rakott petékből rendszerint nőstények kelnek ki, a külső, később készített bölcsőkbe pedig megtermékenyítetlen peték kerülnek, és azokból hímek fejlődnek.
A bölcsőket — fajtól is függő módon — rendszerint március és július között készítik el úgy, hogy az azt lezáró sárdugó belső oldala szemcsés marad, a külsőt viszont tapasztás közben a méh simára döngöli. Ez a felületi különbség segíti a lárvát annak eldöntésében, hogy merre kell távoznia a fészekből. A kis nyű napokon belül kikel, és miután felfalta az előkészített eleséget, bebábozódik. A bábból legtöbbször már ősszel kikel az új méh és így, imágó alakban vészeli át a telet. Következő tavasszal a külső bölcsőkből először a hímek kelnek ki, és már lesik, hogy a nőstények megjelenjenek. Vannak olyan fajok, amelynek hímjei aktívan segítenek a nősténynek kirágni a bölcső falát, hogy mielőbb megtermékenyíthessék azt. Párosodás közben a hímek vannak felül (a nőstény hátán), és utána hamarosan elpusztulnak. A nőstények néhány hétig keresik az üregeket és építik a bölcsőket.
A csigalakó faliméh (Osmia aurulenta) üres csigaházakba fészkel, és a válaszfalakat levélpépből készíti el.
Szorgos táplálékgyűjtő tevékenységük a legjobb beporzók közé emeli őket. Szórványos adatok szerint az egy bölcsőhöz szükséges táplálékért akár 600 virágot is felkereshetnek. A virágport a potroh hasoldalán lévő különleges szőrzetben gyűjtik, így a következő virágra megérkezve a pollenszemek könnyen fölkenődnek annak bibéjére. Egyes fajaikat árusítják is hogy a megfelelő növényekhez kihelyezve növeljék a termést; mások méhbölcsők telepítésével csalogatják őket kertjükbe, gyümölcsösükbe. Olyankor is repülnek, amikor ősszel hűvösebbre fordul az idő, és a házi méhek már a kaptárban maradnak. A gyümölcsfák beporzására különösen hasznosak a kora tavaszi fajok, így például a kékfejű faliméh (Osmia rufa) például kora tavasszal az almafa remek beporzója.
Magányosan élő fajként egyáltalán nem agresszív; a csípést csak végső szorultságában kockáztatja meg.

## Érdekességek
A Magyar Környezeti Nevelési Egyesület által meghirdetett „Az év beporzói 2023” szavazáson az első helyen a faliméh végzett a szavazatok 45 %-ával.